# Il medico di campagna (serie televisiva)
Il medico di campagna (titolo originale: Der Landarzt) è una serie televisiva tedesca ideata da Herbert Lichtenfeld e prodotta dalla Terranova Film- und Fernsehproduktion Otto Meissner dal 1987 al 2013.
Protagonista delle prime tre stagioni è l'attore Christian Quadflieg e, dalla quarta alla diciassettesima stagione, l'attore Walter Plathe, e, dalle stagioni successive, l'attore Wayne Carpendale.
Tra gli altri interpreti principali, figurano inoltre Gila von Weitershausen, Antje Weinsberger, Katharina Lehmann, Hendrik Martz, Till Demtrøder, Heinz Reincke e Andrea Schober.
In Germania, la serie va in onda sull'emittente televisiva ZDF il venerdì in fascia preserale, in Austria sull'emittente ORF: la prima puntata in Germania fu trasmessa il 10 febbraio 1987.
In Italia la serie è stata trasmessa per la prima volta da Rai 2 nel 1989.

## Descrizione
La serie è ambientata nello Schleswig-Holstein, nel villaggio immaginario di Deekelsen, dove il Dottor Karsten Matthiesen (Christian Quadflieg), giunto da Flensburgo, rileva la direzione dello studio medico del padre e, gradualmente e non senza fatica, riesce a conquistarsi la fiducia degli abitanti.
Karsten ha due figli, Eike e Kerstin, che vivono con l'ex-moglie Annemarie (Gila von Weitershausen). Karsten e Annemarie però si risposano e i tre possono così vivere assieme a Deekelsen.
Nel villaggio, Karsten ha delle divergenze di vedute con Alfred Hinnerksen (Gerhard Olschewski), che per guarire i pazienti non segue la medicina tradizionale.
Dopo la morte del Dottor Karsten, avvenuta in circostanze tragiche, nel generoso tentativo di salvare la vita ad un bambino, la direzione dello studio medico viene rilevata dal Dottor Ulrich Teschner (Walter Plathe), che giunge a Deekelsen assieme al figlio Wanja (Till Demtrøder).

## Produzione e backstage
- La serie è stata girata interamente nello Schleswig-Holstein, nelle località di Flensburgo, Anglia, Gelting, Kappeln, Langballing, Lindauhof e Süderbrarup[7][13][14]

## Episodi
| Stagione                 | Episodi | Prima TV Germania | Prima TV Italia |
| ------------------------ | ------- | ----------------- | --------------- |
| Prima stagione           | 15      | 1987              | 1989            |
| Seconda stagione         | 15      | 1989              |                 |
| Terza stagione           | 9       | 1990              |                 |
| Quarta stagione          | 14      | 1991-1992         |                 |
| Quinta stagione          | 13      | 1993              |                 |
| Sesta stagione           | 13      | 1995              |                 |
| Settima stagione         | 13      | 1996              |                 |
| Ottava stagione          | 13      | 1999              |                 |
| Nona stagione            | 10      | 1999              |                 |
| Decima stagione          | 13      | 2001              |                 |
| Undicesima stagione      | 13      | 2001-2002         |                 |
| Dodicesima stagione      | 12      | 2003-2004         |                 |
| Tredicesima stagione     | 12      | 2004              |                 |
| Quattordicesima stagione | 12      | 2005              |                 |
| Quindicesima stagione    | 15      | 2006              |                 |
| Sedicesima stagione      | 15      | 2007              |                 |
| Diciassettesima stagione | 16      | 2008-2009         |                 |
| Diciottesima stagione    | 15      | 2009              |                 |
| Diciannovesima stagione  | 15      | 2010-2011         |                 |
| Ventesima stagione       | 13      | 2011              |                 |
| Ventunesima stagione     | 15      | 2012-2013         |                 |
| Ventiduesima stagione    | 12      | 2013              |                 |

## Curiosità
- Durante la festa della Pentecoste, le cittadine in cui viene girata la serie televisiva portano, a scopo promozionale, le insegne con la scritta "Deekelsen", il nome del villaggio immaginario in cui sono ambientate le vicende[7]